# Scrophularia erzincanica
Scrophularia erzincanica är en flenörtsväxtart som beskrevs av R. Mill. Scrophularia erzincanica ingår i släktet flenörter, och familjen flenörtsväxter. Inga underarter finns listade i Catalogue of Life.